# Andrej Grabrovec
Andrej Grabrovec (psevdonim Gaberi), slovenski kipar, * 26. maj 1959, Maribor.

## Življenjepis
Rodil se je 1959 v Mariboru, kjer tudi obiskoval gimnazijo in leta 1985 diplomira na Visoki tehniški šoli za gradbeništvo. V sodelovanju s projektivno raziskovalnim birojem na Visoki tehniški šoli v Mariboru pod vodstvom Boruta Pečenka in Vukašina Ačanskega je idejno načrtoval in izdeloval makete za "forma vivo" v betonu. Leta 1986 je začel z dolgoletnim sodelovanjem z Livarno umetnin in Likovno akademijo v Zagrebu. Leta 1990 se je odločil za samostojni poklic in začel z izdelavo velike plastike v glini in mavcu. Leta 1993 je ustanovil srednjeevropsko civilno pobudo Harfistično omizje. Leta 2000 je postavil javno skulpturo pred Karlovo univerzo v Pragi in tako ustanovil novi projekt sodelovanja starih evropskih univerz pod imenom Evropski univerzitetni mostovi. Leta 2001 je začel izdajati časopis ga BERI za nove odnose v tretjem tisočletju.
Živi in dela v Ljubljani, Mariboru in Zagrebu.

## Delo
Riše načrte, izdeluje makete, piše spoznanja ter išče rešitve za izpeljavo javnih postavitev. Pri delu povezuje umetnost in geometrijo, inženirstvo in presežno dimenzijo. V ateljejih v Mariboru in Zagrebu izdeluje velike kiparske kompozicije v glini, mavcu in lesu ter jih odliva v bron v Livarni umetnin v Zagrebu. Tematsko se ukvarja z Žensko v javnem evropskem prostoru, saj je ženska bistveno prispevala k oblikovanju evropske kulture, ženska prežeta z glasbo kot univerzalno ljubeznijo. V galeriji organizira okrogle mize, svečana zasedanja, razstave in koncerte.

## Projekti
- 1993 civilna pobuda "Harfistično omizje"
- 2000 umetniški projekt "Evropski univerzitetni mostovi"
- 2001 časopis ga BERI
- 2018 film Skulpture Gaberi

## Javni natečaji
- 1989 Maribor (Slovenija), za spomenik škofu Antonu Martinu Slomšku
- 1990 Zagreb (Hrvaška), za spomenik Miroslava Krleže
- 2004 Poreč (Hrvaška), za fontano v Poreču
- 2017 Gradec (Avstrija), za javno postavitev skulpture

## Javne postavitve
- 1992 Gradec (Avstrija), "Speča muza 1"
- 1993 izdela veliko plastiko Padec Križanega za Razkrižje
- 1993 Ljubljana (Slovenija), "Speča muza 2" v prostorih slovenske vlade
- 1994 Maribor (Slovenija) spomenik Knezu Koclju
- 1995 Zagreb ( Hrvaška), doprsni kip Miroslava Krleže
- 1996 Maribor (Slovenija) kiparska kompozicija "Dravske vile"
- 1997 Maribor (Slovenija), fontana "Ples vil"
- 2000 Praga (Češka), skulptura "Praška muza" pred Karlovo univerzo
- 2001 Dunaj (Avstrija), "Rektorski stol" na Tehnični univerzi na Dunaju
- 2002 Dunaj (Avstrija), relief "Portret Evrope" v parku Evrope
- 2004 Maribor (Slovenija), skulptura "Temida in Dikija" v pravni fakulteti v Mariboru
- 2005 Krakov (Poljska), "Most" pred novo Jagielonsko univerzo
- 2006 Ljubljana (Slovenija) vodna skulptura "Mati Zemlja" BTC
- 2007 Vilna (Litva), kiparska kompozicija "Omega" v okvirju univerze v Vilni
- 2007 Novigrad, Istra (Hrvaška), skulptura "Male morske deklice"
- 2007 Zadar (Hrvaška), "Križani za Hrvaško"
- 2008 Ljubljana (Slovenija), relief "Sen kresne noči"
- 2008 v ateljeju izdela velika Rajska vrata
- 2008 v ateljeju izdela veliki relief Pieta
- 2009 Ljubljana (Slovenija) relief "Angelci lepo pojejo"
- 2012 Maribor, EPK (Slovenija), postavitev Kapele univerzalne ljubezni
- 2013 Budimpešta (Madžarska), kiparska kompozicija Historica pred Korvinovo univerzo
- 2014 Novigrad (Hrvaška), postavitev bronaste skulpture "Mala morska deklica"
- 2015 Ljubljana (Slovenija), kiparska kompozicija "Siddharta" BTC
- 2017 Ljubljana (Slovenija), skulptura "Renske nimfe" BTC
- 2018 Maribor (Slovenija), kiparska kompozicija "Evropski univerzitetni mostovi" v Alma Mater Europaea
- 2018 Gradec (Avstrija), relief "Ples radosti"
- 2021 Ljubljana (Slovenija), postavitev javne bronaste skulpture "Vklenjena nimfa Balerina" v krožišču BTC Ljubljana
- 2021 Lenart  v Slovenskih goricah (Slovenija), postavitev vseslovenskega spominskega obeležja "Steber državnosti s slovensko muzo pesmi" ob 30. obletnici samostojnosti Slovenije
- 2021 Maribor (Slovenija), stalna postavitev kiparske zbirke "Ženska podoba v javnem evropskem prostoru" na površini 450 m2 v Mariboru

## Razstave

### Samostojne razstave
- 1989 Maribor (Slovenija), Univerzitetna knjižnica Maribor
- 1990 Varaždin (Hrvaška), razstavišče Vama
- 1992 Gradec (Avstrija), galerija Otto Hase
- 1993 Ljubljana (Slovenija), vlada Republike Slovenije
- 1993 Ljubljana (Slovenija), Nova Ljubljanska banka
- 1996 Zagreb (Hrvaška), Muzej Mimara v Zagrebu
- 2001 Dunaj (Avstrija), galerija Korotan Dunaj
- 2017 Zagreb (Hrvaška), Muzej Mimara
- 2019 Rogaška Slatina (Slovenija), nina Galerija

### Skupinske razstave
- 2017 Pariz (Francija), Grand Palais - dobitnik priznanja MENTION
- 2019 Pariz (Francija), Grand Palais - dobitnik nagrade Arthurja Leduca, ki jo podeljuje zveza likovnih umetnikov Francije
- 2020 Pariz (Francija), Grand Palais

## Kritike
- 1992 Wilhelm Steinbuk direktor Museum Graz
- 1993 Aleksander Bassin, direktor Mestne galerije v Ljubljani
- 1994 Sergej Vrišer, umetnostni zgodovinar
- 1997 Maja Vetrih, umetnostna zgodovinarka
- 1999 Damjan Prelovšek, umetnostni zgodovinar
- 2003 Oswald Miedl, Akademija likovnih umetnosti Univerze v Passau
- 2003 Richard Vakaj, Akademija likovnih umetnosti Univerze na Dunaju
- 2006 Maja Vetrih, umetnostna zgodovinarka
- 2007 Maja Vetrih, umetnostna zgodovinarka
- 2008 Marjan Žnidarič, direktor Muzeja novejše zgodovine Slovenije
- 2008 Mario Berdič, umetnostni zgodovinar
- 2011 Attila Zsigmond, direktor galerije Budapest Galeria
- 2017 Damjan Prelovšek, umetnostni zgodovinar
- 2019 Polona Tratnik, redna profesorica
- 2019 Iz roda v rod, Radio Maribor
- 2021 predstavitev v Monografiji društva likovnih umetnikov Maribor ob 100. obletnici društva DLUM